# VR-Bank in Südoldenburg
Die VR-Bank in Südoldenburg eG mit Sitz in Garrel ist eine deutsche Genossenschaftsbank in Niedersachsen.

## Geschichte
Die heutige VR-Bank in Südoldenburg eG entstand 2019 durch die Fusion der Volksbank Cloppenburg eG und der Raiffeisenbank Garrel eG.
Volksbank Cloppenburg
Die Volksbank Cloppenburg eG wurde am 10. März 1895 in dem Lokal von Hammels gegründet. Damals noch unter dem Namen Spar- und Darlehenskassenverein e.G.m.u.H. Die 57, bei dieser Versammlung anwesenden, Gründungsmitglieder wählten einen Vorstand und einen Aufsichtsrat bestehend aus jeweils 6 Personen. Diesen Gremien vorstehend waren der damalige Bürgermeister Ignaz Feigel (Vorstand) und der Ökonomierat Max Heyder (Aufsichtsrat).
Die Mitgliederanzahl stieg bis zum Ersten Weltkrieg 1914 auf 589 Personen an, und es wurde eine Bilanzsumme von 2,3 Millionen Mark ausgewiesen.
Anfang der 1930er-Jahre wurde die erste eigene Geschäftsstelle erbaut. Bis heute steht diese in der Sevelter Straße und fungiert nach diversen Umbauten und Modernisierungen in den Jahren 1966 und 1991 noch immer als Hauptgeschäftsstelle in der Stadt Cloppenburg. Zuvor dienten i. d. R. die Häuser der Rendanten als Geschäftsstelle, da diese damals nahezu alle Bankgeschäfte abwickelten.
1970 wurde mit der Raiffeisenbank Molbergen fusioniert, und die Mitgliederanzahl stand nunmehr bei 2181. 1972 folgte die nächste Fusion, und zwar mit der Raiffeisenbank Peheim.
Durch die fortlaufend positive Entwicklung der Geschäfte der Bank stieg die Mitarbeiteranzahl auf 67 (1972). Zum Vergleich lag diese zwanzig Jahre zuvor noch bei 10. Weiterhin spiegelte sich die positive Entwicklung der Bank in den Ausbauten der Filialen Peheim und Molbergen Anfang der 1980er-Jahre wider. Erst ab Juni 1991 trug die Bank offiziell den Namen „Volksbank Cloppenburg eG“. Zum Jahr 1995 zählte die Bank schon 5749 Mitglieder und wies eine Bilanzsumme von über 400 Millionen Mark auf.
Raiffeisenbank Garrel
Die Raiffeisenbank Garrel wurde am 8. Dezember 1897 in Garrel unter dem Namen „Garreler Spar- und Darlehenskassenverein e.G.m.u.H.“ gegründet und zählte schon zu Beginn 108 Gründungsmitglieder. Diese wählten 5 Personen zu Mitgliedern des Vorstandes, 6 zu Mitgliedern des Aufsichtsrats und eine Person zum Rendanten. Somit wurde auch der Hof des ersten Rendanten Bernard Lübben zum ersten Geschäftslokal des Garreler Spar- und Darlehenskassenverein e.G.m.u.H. Bernard Lübben wurde erst 1920, also nach 22-jähriger Tätigkeit, von Heinrich Thoben als Rendant abgelöst. Auf ihn folgte 1934 Josef Wendeln. Nach dessen Tod, während des Zweiten Weltkriegs, übernahm die Witwe Kunigunde Wendeln übergangsweise die Geschäftsführung, ehe 1948 Viktor Böging zum neuen Rendanten gewählt wurde.
Bis zum Ersten Weltkrieg stieg die Anzahl der Mitglieder auf 291. 1948 betrug diese Anzahl nur noch 167. Im Zuge der Währungsreform verdoppelte sich die Anzahl der Mitglieder in den kommenden Jahren wieder. Daraufhin wurde 1954 das erste eigene Bankgebäude an der Hauptstraße in Garrel errichtet. Zu diesem Zeitpunkt wurden neben dem Rendanten vier weitere Mitarbeiter beschäftigt.
Mit der Generalversammlung des Jahres 1965 trug die Bank fortan den Namen „Raiffeisenbank Garrel eG“. Aufgrund des anhaltenden wirtschaftlichen Wachstums wurde 1970 der Grundstein für die neue Geschäftsstelle an der Hauptstraße in Garrel gelegt (heutiger Standort). Diese wurde im Laufe der Jahre mehrmals umgebaut und modernisiert, zuletzt in den Jahren 2019/2020.
Fusionierung
Ab Ende der 1990er-Jahre entwickelten sich die Volksbank Cloppenburg eG und Raiffeisenbank Garrel eG wirtschaftlich und technisch maßgeblich weiter. Um Synergieeffekte zu nutzen, kam es 2019 zur Fusion der beiden Banken und es entstand die VR-Bank in Südoldenburg eG.
Durch die Fusion ist die Filiale in Garrel an der Hauptstr. 43 nun der juristische Sitz der VR-Bank in Südoldenburg. Weitere Filialen befinden sich in Cloppenburg an der Sevelter Str. 10–14, der Fritz-Reuter-Straße-Str. 85 sowie an der Lindenallee 7 im Ortsteil Emstekerfeld. In Molbergen betreibt die VR-Bank in Südoldenburg an der Cloppenburger Str. 4 ebenfalls eine Filiale.
Per 31. Juli 2023 umfasst die VR-Bank in Südoldenburg eG 5 Filialen, auf die sich 15.000 Mitglieder, 149 Mitarbeiter und eine Bilanzsumme von 1,275 Mrd. Euro aufteilen.

## Rechtsgrundlagen
Rechtsgrundlagen der Bank sind die Satzung der Volksbank und das Genossenschaftsgesetz. Die Organe der Genossenschaftsbank sind der Vorstand, der Aufsichtsrat und die Vertreterversammlung. Die Volksbank ist der amtlich anerkannten BVR Institutssicherung GmbH und der zusätzlichen freiwilligen Sicherungseinrichtung des Bundesverbandes der Deutschen Volksbanken und Raiffeisenbanken e. V. angeschlossen.

## Belege
1. 1 2  Stammdaten des Kreditinstitutes bei der Deutschen Bundesbank
2. ↑  Geschäftsdaten per 31. Dezember 2022

Koordinaten: 52° 57′ 20,3″ N, 8° 1′ 28,9″ O